# جيسي ستانلي
جيسي ستانلي (بالإنجليزية: Jesse Stanley)‏ (1870 بستوك أون ترينت في المملكة المتحدة - ) هو لاعب كرة قدم بريطاني (وحمل سابقاً جنسية المملكة المتحدة لبريطانيا العظمى وأيرلندا) في مركز الدفاع. لعب مع ستوك سيتي ونورثويتش فيكتوريا.